# Anadenanthera colubrina
Anadenanthera colubrina és una espècie de planta psicotròpica. És un arbre estretament relacionat amb Anadenanthera peregrina. Fa de 5 a 20 m d'alt i té el tronc amb moltes espines. Les fulles se semblen a les de la mimosa, fan cap a 30cm de llarg i es repleguen de nit. A Xile, A. colubrina floreix de setembre a desembre i presenta tavelles de setembre a juliol. al Brasil A. colubrina rep "alta prioritat" en l'estatus de conservació.

## Distribució
A. colubrina es troba a l'Argentina, Bolívia, Brasil, l'Equador, Paraguai, el Perú, Cuba,i Maurici.

## Condicions de creixement natural
A. colubrina creix a altituds de 315-2200 m aproximadament amb pluviometries anuals de 250-600 mm i temperatures mitjanes al voltant de 21 °C. En bones condicions creix ràpidament amb 1-1.5 m/any. Acostuma a créixer de la sabana a la selva seca. Al cap de dos anys de la germinació ja floreix.

## Usos

### Alimentació
De l'escorça se'n fa una beguda dolça.

### Goma
Similar a la goma aràbiga.

### Taní
El taní d'A. colubrina es fa servir en la indústria adobera

### Medicina tradicional
La seva goma és expectorant.

### Fusta

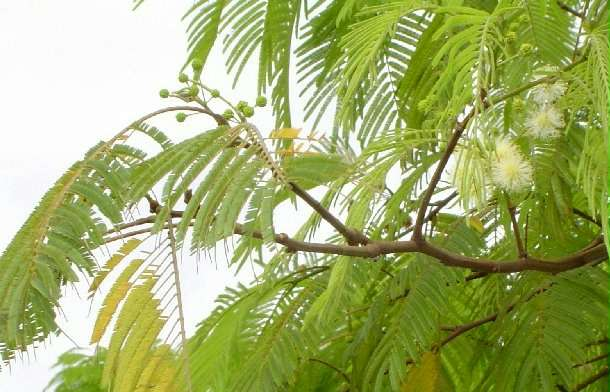
Anadenanthera colubrina, fulles i flors

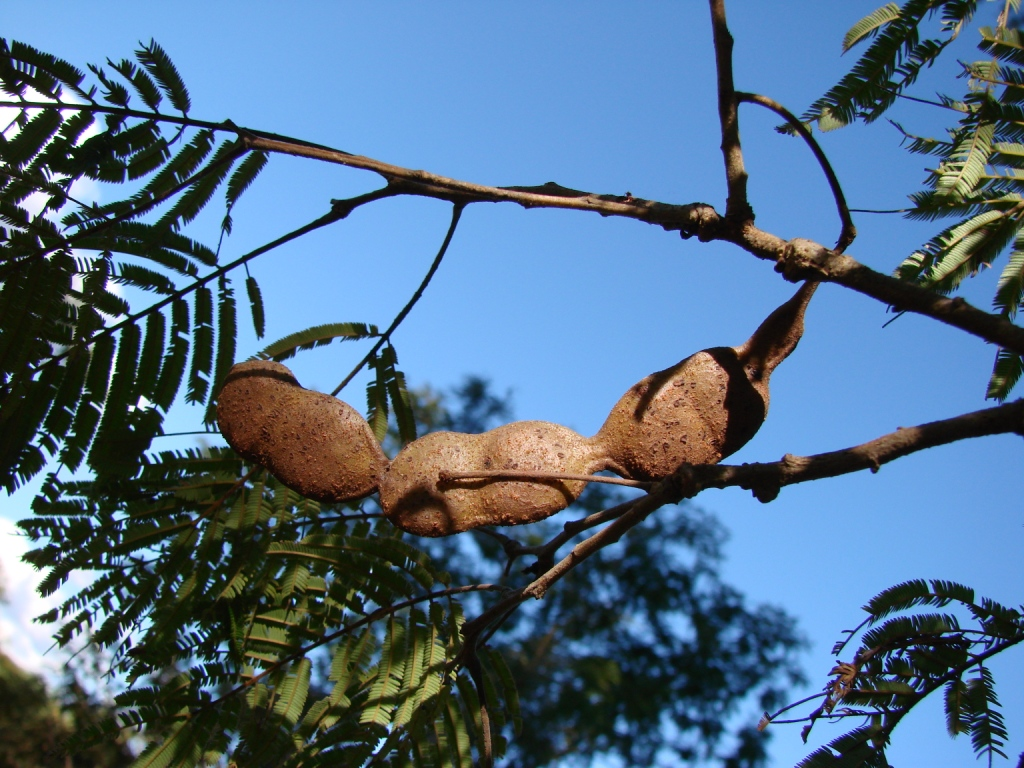
Anadenanthera colubrina, fruits

Al nord-est del Brasil, es fa servir per a la construcció (portes, bastiments de finestres, etc.)
També serveix de combustible. Es fa servir per a tanques, puix que als tèrmits no els agrada.

## Compostos químics
- Bufotenina, a les llavors[10][11]
- Bufotenin-N-oxide, Beans[10]
- N,N-Dimetilltriptamina, a les llavors,[11][10] pods[10]
- òxid de N,N-Dimetilltriptamina, a les llavors[10]

## Com droga
Els xamans sud-americans i segurament els inques, utilitzaven la droga tradicionalment. Per a fer una substància psicodèlica anomenada ‘'vilca o cebil, es torren les llavors de la planta fins que es trenquen com les rosetes de blat de moro. Amb això es facilita treure la pela de les llavors i que se'n pugui fer una pols.que es mescla amb calç amb el qual reacciona. A, colubrina té 12% de la substància activa bufotenina. 
Com que la butofenina es metabolitza ràpidament els efectes de la droga són de curta durada.

## Varietats botàniques
- Anadenanthera colubrina (Vell.Conc.) Brenan var. cebil (Griseb.) Altschul
- Anadenanthera colubrina (Vell.Conc.) Brenan var. colubrina